# Dacia 1210
Dacia 1210 byl automobil nižší střední třídy vyráběný rumunskou automobilkou Dacia. Pochází z Dacie 1310, která je modernizovaná verze Dacie 1300, ta pochází z Renaultu 12. Vůz se začal vyrábět v roce 1984, kdy proběhl první facelift Dacie 1310. Je slabší než 1310, má výkon 35 kW a objem 1,4 l.